# Hummingbird
Hummingbird — британський рок-гурт, створений у 1974 році.

## Історія
Гурт Hummingbird заснував Боббі Тенч з гурту The Jeff Beck Group.
Гурт записав три альбоми, які були випущені A&M Records у США, Канаді, Австралії, Японії та Європі, а продюсером був Ян Семвелл (Ian Samwell).
Оригінальний склад гурту Hummingbird включав учасників гурту «Jeff Beck Group», вокаліста та гітариста Боббі Тенча, клавішника Макса Міддлтона, басиста Клайва Чамана, барабанщика Конрада Ісідора та другого гітариста Берні Холланда.
На початку сесій для їхнього першого альбому до них на короткий період приєднався Джефф Бек, але він не брав участі в записі альбому та пішов працювати над власним проєктом.
У першому альбомі Берні Холланда змінив гітарист Роберт Ахвай.
На наступних двох альбомах барабанщик Бернард «Претті» Перді замінив Ісідора.
Також до участі в гурті були залучені вокалістки Медлін Белл (Madeline Bell) і Ліза Страйк (Liza Strike).
Музичний журнал Gramophone зазначив, що «учасники Hummingbird — це вершки британських сесійних музикантів, які більше, ніж інші, звикли грати рок на всіх інтелектуальних рівнях».

## Учасники гурту
- Боббі Тенч (Bobby Tench) — гітара, вокал (1974—1977)
- Макс Міддлтон (Max Middleton) — клавішні (1974—1977)
- Клайв Чамен (Clive Chaman) — бас (1974—1977)
- Берні Голланд (Bernie Holland) — гітара (1974)
- Конрад Ісідор (Conrad Isidore) — барабани (1974)
- Джефф Бек (Jeff Beck) — гітара (під час сесій у 1974 році)[5]
- Роберт Ахвай (Robert Ahwai) — гітара 1974—1977)
- Бернард Перді (Bernard Purdie) — барабани (1974—1977)
- Ян Семвелл (Ian Samwell) — продюсер

## Дискографія
Альбоми
- Hummingbird A&M AMLS 68292 (1975)[4]
- We Can't Go On Meeting Like This A&M AMLH 68383 UK / SP-4595 USA (1976)[4]
- Diamond Nights A&M AMLHI 64661 UK / SP 4661 USA (1977)[4]

Сингли
- «For the Childrens Sake» /«You can keep your money» A&M AMS 7193 (1975)[4] From Hummingbird album
- «Trouble maker»/«Gypsy Skies» A&M AMS 7254 (1976) From We Can't Go On Meeting Like This album[4]
- «Madatcha»/«Anna's song» A&M AMS 7325(1977) from Diamond Nights Album[4]